# Maulévrier-Sainte-Gertrude
Maulévrier-Sainte-Gertrude è un comune francese di 950 abitanti situato nel dipartimento della Senna Marittima nella regione della Normandia.

## Società

### Evoluzione demografica
Abitanti censiti